# Dodji-Bata
Dodji-Bata est un arrondissement de la commune de Zè localisé dans le département de l'Atlantique dans le Sud du Bénin,.

## Géographie

### Administration
Dodji-Bata fait partie des 11 arrondissements que compte la commune de Zè. Il est composé de 12 villages et quartiers de ville que sont :
1. Adjamè
2. Adohounsa
3. Agondotan
4. Akouédjromèdé
5. Djoko
6. Gandaho
7. Gbéto-Fongbo
8. Gonfandji
9. Hountakon
10. Kpatchamè
11. Wankon
12. Wédji[4]

## Toponymie

### Histoire
Dodji-Bata devient officiellement un arrondissement de la commune de Zè le 27 mai 2013 après la délibération et adoption par l'Assemblée nationale du Bénin en sa séance du 15 février 2013 de la loi n° 2013-O5 du 15/02/2013 portant création, organisation, attributions et fonctionnement des unités administratives locales en République du Bénin.

## Population et société

### Démographie
Selon le recensement général de la population et de l'habitation(RGPH4) conduit par l'institut national de la statistique et de l'analyse économique (INSAE), la population de Dodji-Bata compte 2530 ménages pour 13362 habitants
| Indicateurs          | 2013  |
| -------------------- | ----- |
| Nombre de ménages    | 2530  |
| Population féminine  | 7020  |
| Population masculine | 6342  |
| Population totale    | 13362 |